# Orunda
Orunda (gr. Ορούντα) – wieś w Republice Cypryjskiej, w dystrykcie Nikozja. W 2011 roku liczyła 604 mieszkańców.